# 神畑站
神畑站（日语：／ Kabatake eki */?）是位於長野縣上田市神畑字孤池，上田電鐵的別所線車站。車站編號為BE07。

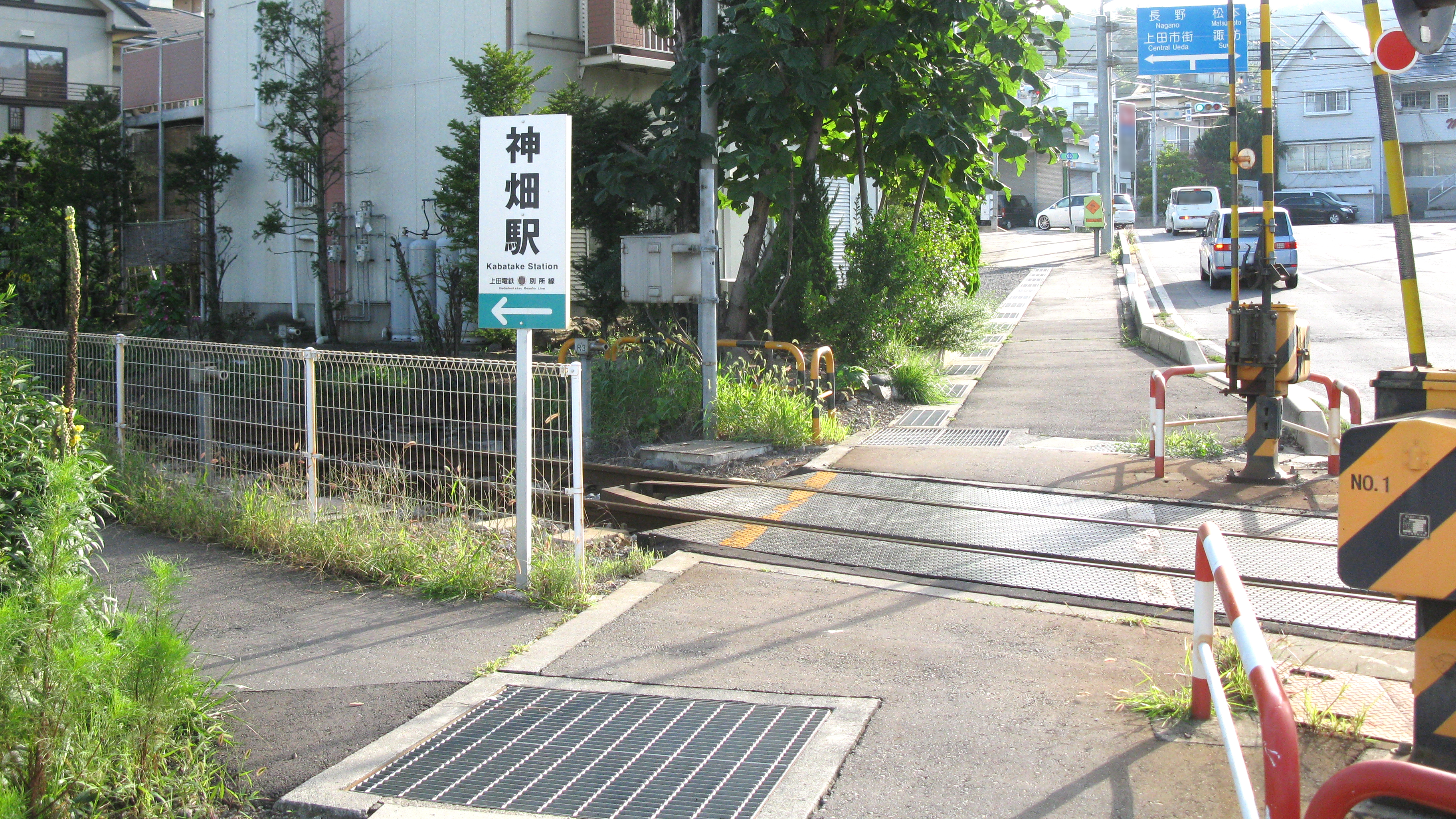
車站入口與平交道（2011年9月）

## 歷史
- 1921年（大正10年）6月17日：上田溫泉電軌川西線車站啟用[1]。
- 1939年（昭和14年）
  - 3月19日：路線名稱變更，成為別所線車站。
  - 9月1日：公司名稱改變，成為上田電鐵的車站。
- 1943年（昭和18年）10月21日：公司合併，成為上田丸子電鐵的車站。
- 1969年（昭和44年）5月31日：公司名稱改變，成為上田交通的車站。
- 1990年（平成2年） - 車站翻新[1]。
- 2005年（平成17年）10月3日：鐵路部門分拆為子公司，成為上田電鐵的車站。

## 車站構造
本站是地面車站，設有1面1線單式月台。本站在啟用時已是無人車站。

## 使用狀況
以下為近年一日平均乘車人次列表。
| 年度   | 一日平均 乘車人次 |
| ------ | ----------------- |
| 2010年 | 66                |
| 2011年 | 58                |
| 2012年 | 54                |
| 2013年 | 59                |
| 2014年 | 51                |
| 2015年 | 46                |
| 2016年 | 48                |
| 2017年 | 50                |

## 車站周邊
- 風琴針（日语：オルガン針）中央工場[1]
- Milky Way餐廳

另外，車站周邊設有民居和公寓。

## 相鄰車站
上田電鐵
■別所線
寺下（BE06）－神畑（BE07）－大學前（BE08）

## 注腳
1. 1 2 3 4 5 6 7  信濃毎日新聞社出版部. . 信濃毎日新聞社. 2011-07-24: 330. ISBN 9784784071647 （日语）.
2. ↑  《長野縣統計書》各年度版

## 外部連結
- 神畑站（BE7） | 上田電鐵株式會社 （页面存档备份，存于）（日語）